# Pixar Animation Studios
Vous lisez un « bon article » labellisé en 2009.
« Pixar » redirige ici. Pour les autres significations, voir Pixar (homonymie).
Pixar Animation Studios, ou simplement Pixar dans le langage courant, est une société américaine de production de films en images tridimensionnelles de synthèse. Ses studios de production et son siège social se trouvent au Pixar Campus situé à Emeryville, près de San Francisco en Californie.
Elle a acquis sa notoriété dès Toy Story, premier long métrage de ce type, sorti aux États-Unis en 1995. À ce jour, le studio d'animation a remporté dix-neuf Oscars, quatre Golden Globes et trois Grammy Awards ainsi que de nombreuses autres récompenses.
Le studio travaille avec PhotoRealistic RenderMan, sa propre version de l'interface de programmation de rendu RenderMan utilisée pour créer des images de haute qualité.
Pixar a été créé en 1979 sous le nom de Graphics Group, un service de Lucasfilm Computer Division (division informatique de Lucasfilm) avant d'être acheté par le cofondateur d'Apple a plus de 50%, Steve Jobs, en 1986, prenant alors son nom actuel. La société a tenté de diversifier ses activités avec la production d'un ordinateur, le Pixar Image Computer. Mais c'est dans le domaine de l'animation que la société a été rentable avec des longs métrages coproduits avec Walt Disney Pictures à partir de 1995. La société a été rachetée par Walt Disney Company en 2006 et le studio est devenu une filiale de Walt Disney Studios.
Parmi les dix-neuf films de Pixar sortis après la création de l'Oscar du meilleur film d'animation en 2002, quatorze ont été nommés pour la récompense et onze d'entre eux (Le Monde de Nemo, Les Indestructibles, Ratatouille, WALL-E, Là-haut, Toy Story 3, Rebelle, Vice-versa, Coco, Toy Story 4 et Soul) l'ont remporté.
Jusqu'en 2006, année du rachat par Disney, l'action était cotée NASDAQ sous le code PIXAR.

## Historique

### 1974-1986: débuts au sein de Lucasfilm
Pixar a d'abord été fondé en tant que Graphics Group, un service de la division informatique (Computer Division) de Lucasfilm Ltd. qui a été lancée en 1974 avec l'embauche d'Edwin Catmull, du New York Institute of Technology (NYIT), où il était responsable du laboratoire graphique de l'université, le Computer Graphics Lab (CGL). Au NYIT, les chercheurs ont initié de nombreuses techniques de graphisme par ordinateur qui sont désormais tenues pour acquises et ont travaillé sur un film expérimental intitulé The Works. Lorsque le groupe est passé à Lucasfilm, l'équipe a travaillé sur la création du précurseur de RenderMan, nommé Motion Doctor, qui permettait aux animateurs habitués à l'animation traditionnelle d'utiliser l'animation par ordinateur avec un minimum de formation.
L'équipe commence alors à travailler sur des séquences de film produites par Lucasfilm avec Industrial Light & Magic pour les effets spéciaux. Après des années de travail, et des travaux sur des films comme Star Trek 2 : La Colère de Khan et Le Secret de la pyramide, le groupe, qui comptait environ 45 personnes à l'époque, a été acheté en 1986 par Steve Jobs peu de temps après son départ d'Apple. Jobs a déboursé 5 millions d'USD pour acheter le service graphique de George Lucas et a payé 5 autres millions pour fonder et donner un capital à la nouvelle société,,,. Un facteur ayant contribué à la vente par Lucas fut l'augmentation de ses problèmes de trésorerie dus à son divorce en 1983, qui a coïncidé avec la chute brutale des revenus de la licence de Star Wars après la sortie du Retour du Jedi et le désastre au box-office de Howard… une nouvelle race de héros (1986). La nouvelle société dénommée Pixar est enregistrée le 3 février 1986 en Californie. Cette nouvelle société indépendante était dirigée par Edwin Catmull et Alvy Ray Smith, Steve Jobs étant à la fois le président du conseil d'administration et le chief executive officer.

### 1986-1995: reconversion dans l'animation
Initialement, Pixar était une entreprise de matériel informatique haut de gamme dont le produit principal était le Pixar Image Computer, un système essentiellement vendu à des organismes gouvernementaux et au secteur médical. L'un des principaux acheteurs du Pixar Image Computer était Disney, qui utilisait le système dans le cadre de son projet CAPS, afin de passer de la méthode laborieuse d'animation du ink and paint à une méthode plus automatisée et donc plus efficace. Le Pixar Image Computer ne s'est jamais bien vendu. Dans le but d'en augmenter les ventes, l'employé de Pixar John Lasseter — qui avait pendant longtemps créé de courtes démonstrations d'animation telles que Luxo Jr. pour montrer les capacités de l'appareil — a exposé ses créations à la SIGGRAPH, le plus grand séminaire de l'industrie de l'infographie.
Étant donné que les mauvaises ventes des ordinateurs de Pixar menaçaient de mettre la société en faillite, le département animation de Lasseter a commencé la production de publicités animées par ordinateur pour des entreprises extérieures. Les premiers succès sont survenus avec des publicités pour des marques telles que Tropicana, Listerine et Life Savers. Durant cette période, Pixar a continué à entretenir de solides relations avec Walt Disney Feature Animation, un studio dont l'entreprise mère, à terme, deviendra son partenaire le plus important.
En 1990, la société réalise une perte nette de 8,3 millions d'USD et doit chercher un partenaire financier. Elle se sépare le 30 avril 1990 de sa division de matériel informatique. La même année, la société alors hébergée par Lucasfilm dans leurs locaux du comté de Marin, le Skywalker Ranch, déménage dans ses propres bureaux à Richmond.

### 1995-2003: Disney, distributeur exclusif
Animation de synthèse et suites
Studios Disney de 1989 à 1995 2006-aujourd'hui : Pixar aux commandes
En mai 1991, après de nombreux licenciements dans le département informatique de la société, Pixar signe un contrat de 26 millions de dollars avec Disney pour produire trois longs métrages d'animation, dont le premier a été Toy Story. Malgré cela, la société coûtait tellement que Steve Jobs a envisagé de la vendre.
C'est seulement après la confirmation que Disney distribuera Toy Story pour les fêtes de fin d'année de 1995 qu'il a décidé de lui donner une autre chance,. Le film a recueilli plus de 350 millions d'USD de recettes brutes dans le monde.
Après le film Toy Story réalisé en partenariat avec la Walt Disney Company, la société Pixar a signé un accord le 24 février 1997 pour coproduire avec Disney cinq longs métrages d'animation totalement en image de synthèse durant les 10 prochaines années, et pour l'achat par Disney de 5 % du capital de Pixar. L'argent récolté permet à Pixar d'emménager dans des nouveaux locaux, au 1200 Park Avenue à Emeryville, désormais nommé Pixar Campus.
En 1998, 1 001 Pattes sort au cinéma, suivi de Toy Story 2 (1999).

### 2003-2006: problèmes avec le contrat de distribution de Disney
Durant la production de Toy Story 2, Pixar et Disney commencent à avoir des points de désaccord. Toy Story 2, la suite de Toy Story, était d'abord destiné à une sortie directement en vidéo. Pour Disney, cette production ne faisait pas partie du contrat des trois films signé en 1991. Toutefois, le film est finalement sorti en salles, à la suite d'une décision prise pendant la production. Pixar a alors demandé qu'il soit inclus dans les trois films prévus par le contrat, mais Disney a refusé. Pixar se voit donc contraint de produire trois autres films inédits, exceptions faites d'éventuelles suites. Pixar produit donc 1 001 Pattes (1998), Monstres et Cie (2001) puis Le Monde de Nemo (2003) et Les Indestructibles (2004).
Le 6 février 2003, la presse se fait l'écho que Steve Jobs, PDG de Pixar, chercherait un autre distributeur pour les films de son studio. Fin 2003, Pixar n'a plus qu'un seul film à faire pour réaliser sa part du contrat, ce sera Cars, prévu pour 2006. Depuis 1995, l'association avec Disney a été fructueuse, les cinq premiers longs-métrages de Pixar ont recueilli à eux cinq plus de 2,5 milliards de dollars, soit le revenu moyen par film le plus haut de l'industrie, bien que Pixar et Disney aient tous deux profité de ces revenus.
Pixar se plaindra plus tard que l'accord n'était pas équitable. Pixar était responsable de la création et de la production, tandis que Disney gérait le marketing et la distribution. Les profits et les coûts de production étaient répartis à 50-50, mais Disney avait la possession exclusive de l'histoire et des droits de suite ainsi que les droits de distribution. L'absence de la possession de l'histoire et des droits de suite est peut-être un des aspects les plus lourds pour Pixar et a créé les conditions de mauvaises relations entre Disney et Pixar, comme le confirme le problème de Toy Story 2.
Début 2004, avec la fin imminente du contrat entre Disney et Pixar, les deux sociétés ont cherché à définir un nouveau contrat, Pixar le souhaitant plus équitable. Le nouveau contrat ne portait que sur la distribution, Pixar devant contrôler la production et avoir la propriété des films. La société voulait également financer ses films et recueillir la totalité des recettes, donnant à Disney seulement 10 à 15 % des revenus sur les droits de distribution. Plus important encore, dans le cadre d'un accord sur la distribution avec Disney, Pixar a exigé un contrôle sur les films déjà en production qui étaient sous les conditions de l'ancien accord, y compris Les Indestructibles et Cars. Disney a jugé ces conditions inacceptables, mais Pixar n'a pas cédé.
Les désaccords entre Steve Jobs et le PDG de Disney, Michael Eisner, ont rendu les négociations plus difficiles qu'elles auraient dû l'être. En janvier, Steve Jobs déclare que Pixar s'emploie activement à la recherche d'autres partenaires que Disney. De son côté, Eisner annonce que la société Disney vient de fonder un studio d'animation en image de synthèse, Circle 7 Animation, qui a pour but de produire Toy Story 3.
La rupture devient très nette à partir de la mi-2004, Cars est annoncé comme la dernière des coproductions Disney/Pixar. En prévision d'une concurrence possible entre Pixar et Disney, Jobs a annoncé à la fin de 2004 que Pixar ne sortirait plus de films en fin d'année, mais au cours de la période plus lucrative du début de l'été. Cela permettrait également de sortir les DVD des films Pixar durant la période des achats de Noël. Un avantage supplémentaire du report de Cars a été d'étendre le délai restant sur le contrat entre Pixar et Disney afin de voir comment les choses se joueraient entre les deux sociétés. Toutefois, Pixar n'est pas entré en négociation avancée avec d'autres distributeurs.
Après une longue interruption, les négociations entre les deux entreprises ont repris après le départ d'Eisner de Disney en septembre 2005. Le projet, entre Jobs et Robert Iger, nouveau PDG de Disney depuis octobre 2005, se transforme non plus en un contrat de distribution, mais en une acquisition de Pixar par Disney.
En attendant le résultat des négociations, les deux sociétés signent un contrat de distribution spécifique pour la sortie de Ratatouille en 2007. Cette signature est justifiée au cas où l'acquisition échouerait et pour veiller à ce que la distribution du film soit tout de même assurée par Disney, mais avec des conditions nouvelles. Contrairement à l'ancien contrat entre Disney et Pixar, ces nouvelles conditions auraient fait de Ratatouille une propriété de Pixar, et Disney n'aurait reçu que les revenus sur les droits de distribution. Mais avant la sortie du film, avec l'acquisition effective de Pixar par Disney, ce contrat de distribution devient caduc.

### 2006 - 2019: acquisition par Disney
Le 24 janvier 2006, Disney annonce le lancement d'une opération boursière visant à acheter Pixar pour environ 7,4 milliards de dollars, pour moitié par un échange d'actions. En signe d'apaisement, le studio Circle 7 Animation est lui officiellement fermé le 21 mars 2006. À la suite de l'approbation des actionnaires de Pixar, l'acquisition a été finalisée le 5 mai 2006,.

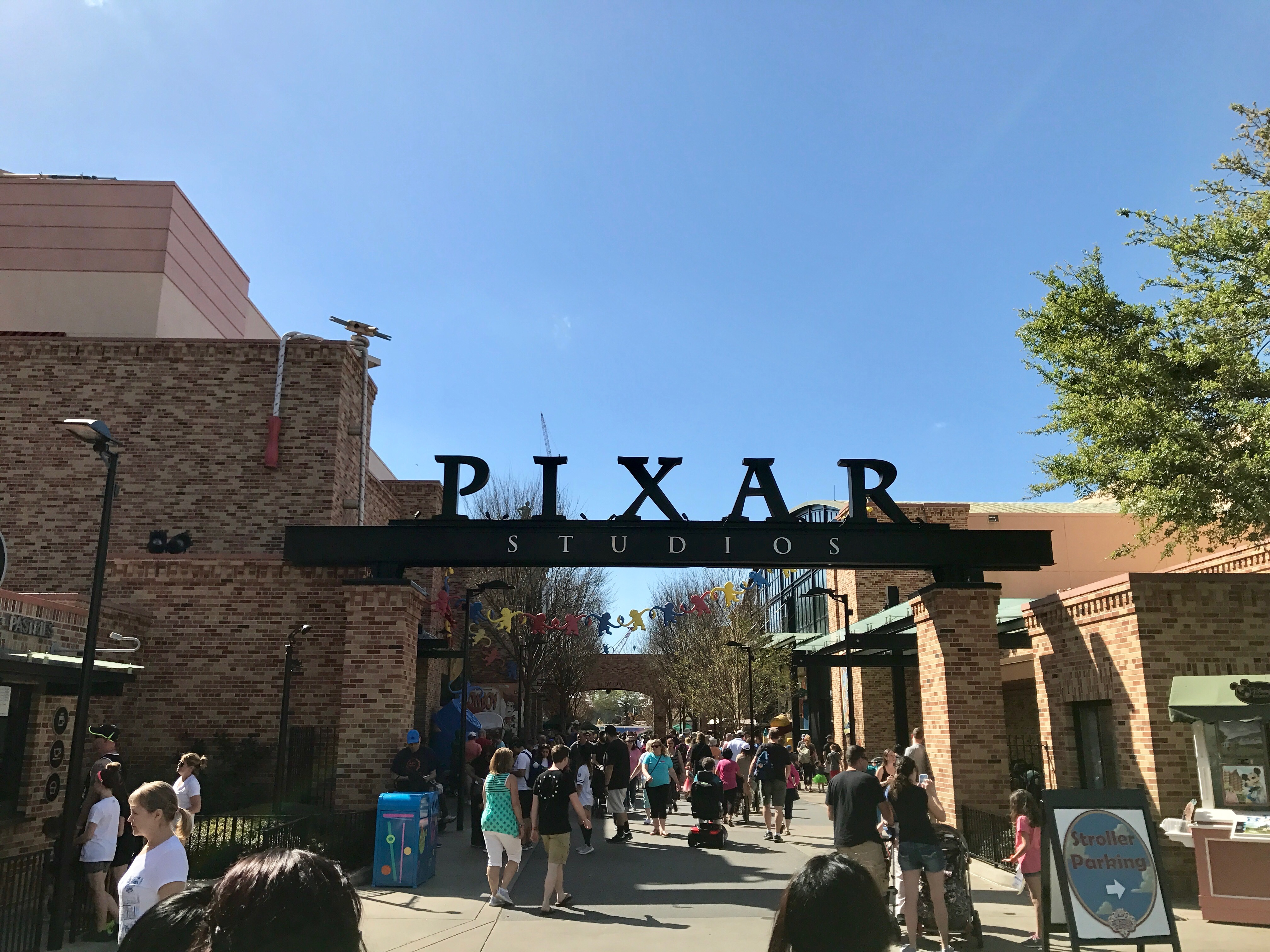
Entrée du sous-ensemble « Pixar Studios », au parc Disney's Hollywood Studios, près d'Orlando en Floride.

Dans le cadre de l'opération, les personnalités de Pixar ont vu leur situation changer :
- Steve Jobs, qui était l'actionnaire majoritaire de Pixar avec 50,6 %[31], est devenu le plus grand actionnaire de Disney avec 7 %[32]. Ses parts sont alors plus importantes que celles que détenait Michael Eisner, ancien plus grand actionnaire qui détenait 1,7 % et celles de Roy Edward Disney, qui détenait près de 1 % des parts de la société. Jobs a par contre perdu ses fonctions de Président et CEO de Pixar, mais a obtenu un siège au conseil d'administration de Disney en tant qu'administrateur non indépendant[31] ;
- le cofondateur de Pixar, John Lasseter, est devenu directeur de la création pour Pixar et Walt Disney Animation Studios ainsi que conseiller créatif de Walt Disney Imagineering, qui conçoit et construit les parcs à thème Disney[32] ;
- Ed Catmull a maintenu sa fonction de président de Pixar, tout en devenant président de Walt Disney Animation Studios, celui-ci prenant à la place une place au conseil d'administration de Disney[31],[33].

Les positions de Lasseter et Catmull, à la fois chez les studios Disney et Pixar, ne signifient pas que les deux sociétés ont fusionné. En fait, des conditions supplémentaires ont été posées dans le cadre de l'accord pour veiller à ce que Pixar reste une entité distincte, une préoccupation que les analystes avaient à propos du contrat avec Disney.
Certaines de ces conditions étaient que la politique en gestion des ressources humaines de Pixar reste intacte, y compris en ce qui concerne l'absence de contrats de travail. Aussi, le nom de Pixar devait persister, et le studio devait rester à son siège social actuel à Emeryville, en Californie. Enfin, la marque des films sortis après la fusion serait « Disney • Pixar » (ce qui a commencé avec Cars). D'après l'annonce faite par John Lasseter, nouveau responsable de Walt Disney Pictures, le studio Pixar continuera à produire un film en images de synthèse par an tandis que Walt Disney Animation Studios reprendra le dessin traditionnel au même rythme.
En 2008, Jim Morris, le producteur de WALL-E, a été nommé directeur général de Pixar. À ce nouveau poste, Morris est chargé de la gestion au jour le jour du fonctionnement des installations et des produits du studio.
Le 9 avril 2008, Disney et Pixar ont annoncé plusieurs longs métrages à venir, dont The Bear and the Bow (futur Rebelle), Newt et Cars 2. Au cours de l'été 2008, Peter Docter a également laissé entendre qu'une suite à Monstres et Cie était en préparation. En signe de détente, Disney a annoncé pour 2009 la sortie de Toy Story 3 sous la direction de Lee Unkrich et non plus de John Lasseter comme prévu initialement. Mais la date a par la suite été repoussée à l'été 2010.
Pixar a également des projets qui vont au-delà de l'animation par ordinateur, avec un film en prises de vues réelles, intitulé 1906, finalement rebaptisé À la poursuite de demain, réalisé par Brad Bird. Une suite aux Indestructibles est également envisagée.
Le 6 septembre 2009, la société Luxo engage un procès contre Disney-Pixar pour la commercialisation de lampes et de la création d'un audio-animatronic au parc Disney's Hollywood Studios, basés sur le court métrage Luxo Jr. (1986) mettant en scène des lampes de bureau reprenant le design de la marque.
Le 20 avril 2010, Pixar ouvre un studio à Vancouver de 20 000 pieds carrés (1 858 m2).
Le 16 février 2011, Marvel Comics et Disney Publishing annoncent leur première collaboration concrète avec le lancement d'un mensuel nommé Disney-Pixar Presents en mai 2011 avec des personnages de Pixar. Pixar prévoit de sortir, fin 2013, un film d'animation sur les dinosaures, et un autre sur le cerveau humain en 2014. Le 28 septembre 2011, la chaîne américaine Telemundo obtient les droits de diffusion en espagnol de 10 films de Pixar.
Le 8 mai 2013, la commission américaine des marques rejette la demande de Disney de dépôt d'une marque de produits dérivés pour le film de Pixar inspiré du Dia de los Muertos. Le 12 juillet 2013, Disney fait classer la partie entre Lucasfilm et Pixar, désormais deux filiales du groupe, d'un procès contre les entreprises technologiques de la Silicon Valley accusées de conspiration pour ne pas débaucher leurs employés respectifs. Le 9 octobre 2013, Disney ferme le studio de Pixar à Vancouver au Canada, licenciant 100 personnes,. Le studio avait été ouvert en 2010 pour bénéficier des avantages financiers offerts par le gouvernement de Colombie-Britannique qui les a depuis revus à la baisse. Le 22 novembre 2013, Pixar annonce 60 suppressions de postes sur 1 200 employés en raison d'un retard sur The Good Dinosaur repoussé de mai 2015 à novembre 2015.
Le 18 mars 2014, Robert Iger annonce la mise en production de Cars 3 et Les Indestructibles 2.
Le 14 août 2015, lors du D23, Pixar annonce plusieurs films dont Le Monde de Dory, Toy Story 4 et le long métrage Coco,,,.
Le 1er février 2017, Disney accepte de verser 100 millions d'USD pour clore une affaire d'entente illicite entre les studios d'animation californiens pour limiter le débauchage impliquant ses filiales Disney Animation et Pixar,. La partie entre Lucasfilm Animation et Pixar a été classée en 2013 à la suite du rachat de Lucasfilm. Le 21 novembre 2017, dans la foulée de l'affaire Harvey Weinstein, John Lasseter annonce prendre un congé sabbatique de Pixar et Disney, car il est accusé de gestes déplacés et de comportements inadéquats,,,. À la suite des problèmes de comportements révélés en novembre 2017, la société Disney annonce le 8 juin 2018 le départ de John Lasseter de la direction de Disney Animation et Pixar fin 2018,,. Le 12 décembre 2018, Disney confirme que la prochaine production de Pixar s'intitulera En avant (Onward),. Le 19 décembre 2018, pour la première fois de son histoire Disney publie gratuitement un court métrage de Pixar sur YouTube, le film Bao.

### 2020 - 2023: la pandémie de Covid-19
La pandémie liée au Covid-19 a de fortes répercussions dans le monde de la culture. Par décisions gouvernementales, de nombreuses salles de cinéma ferment, en particulier dans les pays où Pixar a ses principaux marchés.
Ainsi, en 2020, En Avant (Onward) est le premier affecté, arrivant dans les salles début mars 2020. Ceci va dès lors avoir des conséquences financières pour la compagnie.
Plus tard dans l’année sort Soul, le 25 décembre, d’abord prévu pour juin. Puis Luca à peine six mois plus tard pour terminer par Alerte rouge en mars 2022, premier véritable film d'animation Pixar à être réalisé par une femme. Ces trois films d’animation sortent uniquement sur Disney+, par décision de The Walt Disney Compagny, souhaitant promouvoir par la même occasion sa nouvelle plateforme de streaming.
Ce n’est que durant l'été 2022 avec Buzz l’Éclair que Pixar revient dans les salles obscures. Malheureusement, le film d’animation subit le plus gros revers de son histoire au box-office, engendrant à peine plus de 200 millions de dollars à travers le monde.
L’année suivante, Pixar parvient, avec Élémentaire, à retrouver le succès, certes d’estime, mais qui permet à la compagnie de retrouver les bénéfices, qui faisaient défaut depuis leur dernier succès, Toy Story 4, sorti durant l’été 2019.
Dans le but de retrouver le caractère événementiel de ses sorties Pixar, The Walt Disney Compagny programme des sorties au cinéma des trois longs métrages programmés initialement sur Disney+. Cette démarche s'inscrit aussi dans les ressorties de grands classiques Disney qui souhaite fêter ses 100 ans d'existence en cette année 2023.
À la suite de l'échec de Buzz l'Éclair, The Walt Disney Compagny décide de licencier près de 175 salariés.

### 2024: retour au succès
Après quatre années difficiles pour Pixar, à cause de la pandémie, la société sort son nouveau long-métrage, Vice-Versa 2. Le premier volet, sorti en 2015, fut l'un des rares succès critique et public de la décennie 2010, avec Toy Story 3 et Coco. The Walt Disney Company a aussi pour volonté depuis quelques années de s'appuyer sur des franchises déjà établies (Toy Story 5, Les Indestructibles 3, Coco 2, La reine des neiges 3 et 4 sont prévus) ou des suites de succès (Monstres Academy, Le monde de Dory, Vice-Versa 2).
Cette stratégie voulue par Bob Iger, revenu à son poste de PDG en 2022, se confirme avec le succès de Vice-Versa 2, qui dépasse le premier volet, jusqu'à atteindre 1,6 milliard de dollars au box-office mondial.

## Productions cinématographiques

### Longs métrages
- 1995 : Toy Story (ou Histoire de jouets au Québec) de John Lasseter
- 1998 : 1 001 Pattes (A Bug's Life, ou Une vie de bestiole au Québec) de John Lasseter et de Andrew Stanton
- 1999 : Toy Story 2 (ou Histoire de jouets 2 au Québec) de John Lasseter, Ash Brannon et Lee Unkrich
- 2001 : Monstres et Cie (Monsters, Inc. ou Monstres, Inc. au Québec) de Pete Docter, David Silverman et Lee Unkrich
- 2003 : Le Monde de Nemo (Finding Nemo, ou Trouver Nemo au Québec) de Andrew Stanton et Lee Unkrich
- 2004 : Les Indestructibles (The Incredibles, ou Les Incroyables au Québec) de Brad Bird
- 2006 : Cars (ou Les Bagnoles au Québec) de John Lasseter et Joe Ranft
- 2007 : Ratatouille de Brad Bird et Jan Pinkava
- 2008 : WALL-E de Andrew Stanton
- 2009 : Là-haut (Up) de Pete Docter et Bob Peterson
- 2010 : Toy Story 3 (ou Histoire de jouets 3 au Québec) de Lee Unkrich
- 2011 : Cars 2 (ou Les Bagnoles 2 au Québec) de John Lasseter et Bradford Lewis
- 2012 : Rebelle (Brave) de Mark Andrews, Brenda Chapman et Steve Purcell
- 2013 : Monstres Academy (Monsters University, ou L'Université des monstres au Québec) de Dan Scanlon
- 2015 : Vice-versa (Inside Out, ou Sens dessus dessous au Québec) de Pete Docter et Ronnie del Carmen
- 2015 : Le Voyage d'Arlo (The Good Dinosaur, ou Le Bon Dinosaure au Québec) de Peter Sohn
- 2016 : Le Monde de Dory (Finding Dory, ou Trouver Doris au Québec) d'Andrew Stanton et Angus MacLane
- 2017 : Cars 3 (ou Les Bagnoles 3 au Québec) de Brian Fee
- 2017 : Coco de Lee Unkrich et Adrian Molina[74]
- 2018 : Les Indestructibles 2 (Incredibles 2, ou Les Incroyables 2 au Québec) de Brad Bird
- 2019 : Toy Story 4 (ou Histoire de jouets 4 au Québec) de Josh Cooley[75],[76],[77],[78]
- 2020 : En avant (Onward) de Dan Scanlon[79]
- 2020 : Soul (ou Âme au Québec) de Pete Docter[80] et Kemp Powers.
- 2021 : Luca réalisé par Enrico Casarosa
- 2022 : Alerte rouge (Turning Red) réalisé par Domee Shi
- 2022 : Buzz l'Éclair (Lightyear) réalisé par Angus MacLane
- 2023 : Élémentaire (Elemental) réalisé par Peter Sohn
- 2024 : Vice-versa 2 (Inside Out 2, ou Sens dessus dessous 2 au Québec) de Kelsey Mann
- 2025 : Elio réalisé par Madeline Sharafian et Domee Shi

#### Films à venir
- 2026 : Jumpers réalisé par Daniel Chong
- 2026 : Toy Story 5 (ou Histoire de jouets 5 au Québec) réalisé par Andrew Stanton[81]
- 2027 : Gatto réalisé par Enrico Casarosa
- 2028 : Les Indestructibles 3 réalisé par Peter Sohn
- 2029 : Coco 2 réalisé par Lee Unkrich[82]

Source : IMDb

### Courts métrages
- 1984 : Les Aventures d'André et Wally B. (The Adventures of André and Wally B.) de Alvy Ray Smith (ce film a été produit alors que Pixar était encore une division de Lucasfilm)
- 1986 : Luxo Jr. de John Lasseter, Ours d'argent à la Berlinale pour le meilleur court-métrage
- 1987 : Red's Dream (ou Le Rêve de Rouge) de John Lasseter
- 1988 : Tin Toy de John Lasseter, Oscar du meilleur court-métrage d'animation.
- 1989 : Knick Knack de John Lasseter
- 1997 : Le Joueur d'échecs (Geri's Game) de Jan Pinkava, Oscar du meilleur court-métrage d'animation.
- 2000 : Drôles d'oiseaux sur une ligne à haute tension (For the Birds) de Ralph Eggleston, Oscar du meilleur court-métrage d'animation.
- 2003 : Saute-mouton (Boundin') de Bud Luckey
- 2005 : L'Homme-orchestre (One Man Band) de Mark Andrews et Andrew Jimenez
- 2006 : Extra-terrien (Lifted) de Gary Rydstrom
- 2008 : Presto de Doug Sweetland
- 2009 : Passages nuageux (Partly Cloudy) de Peter Sohn
- 2010 : Jour Nuit (Day & Night) de Teddy Newton
- 2011 : La Luna de Enrico Casarosa[83]
- 2011 : Vacances à Hawaï (Hawaiian Vacation, ou Vacances hawaïennes au Québec) de Gary Rydstrom
- 2013 : Le Parapluie bleu (The Blue Umbrella)[84] de Saschka Unseld, projeté en première partie de Monstres Academy
- 2015 : Lava (ou Uku et Lélé au Québec), de James Ford Murphy, projeté en première partie de Vice-versa
- 2015 : Sanjay et sa super équipe (Sanjay's Super Team) de Sanjay Patel, projeté en première partie de Le Voyage d'Arlo
- 2016 : Piper d'Alan Barillero, projeté en première partie de Le Monde de Dory, Oscar du meilleur court métrage d'animation
- 2017 : Lou de Dave Mullins, projeté en première partie de Cars 3
- 2018 : Bao de Domee Shi, projeté en première partie de Les Indestructibles 2

#### Courts métrages en complément d'un long métrage
Les courts métrages suivants sont dérivés de longs métrages Pixar et sont essentiellement disponibles dans les compléments des DVD ou Blu-ray des longs métrages concernés.
- 2002 : La Nouvelle Voiture de Bob (Mike's New Car) de Pete Docter et Roger Gould, complément du film Monstres et Cie
- 2005 : Baby-Sitting Jack-Jack (Jack-Jack Attack) de Brad Bird, complément du film Les Indestructibles
- 2005 : M. Indestructible et ses copains (Mr. Incredible and Pals) de Roger L. Gould, complément du film Les Indestructibles
- 2006 : Martin et la Lumière fantôme (Mater and the Ghostlight) de John Lasseter et Dan Scanlon, complément du film Cars
- 2007 : Notre ami le rat (Your Friend the Rat) de Jim Capobianco, complément du film Ratatouille
- 2008 : BURN-E de Angus MacLane, complément du film WALL-E
- 2009 : Doug en mission spéciale (Dug's Special Mission) de Ronnie del Carmen, complément du film Là-haut
- 2009 : George et A.J. (George & A.J.) de Josh Cooley, complément du film Là-haut
- 2012 : La Légende de Mor’du[85] (The Legend of Mor'du) de Brian Larsen, complément du film Rebelle
- 2013 : Party Central[86] écrit et réalisé par Kelsey Mann, complément du film Monstres Academy. Date de sortie : 21 mars 2014 outre-Atlantique. Il est diffusé avant le long-métrage Opération Muppets des studios Disney
- 2015 : Premier rendez-vous ? (Riley's first date?) de Josh Cooley, complément du film Vice-versa
- 2017 : Dante's Lunch - A Short Tail de Lee Unkrich, complément du film Coco disponible le mars 2017 sur la chaîne YouTube de Pixar
- 2018 : Tatie Edna (Auntie Edna) de Ted Mathot, complément du film Les Indestructibles 2 disponible le 9 novembre 2018 dans le Blu-Ray du film Les Indestructibles 2
- 2020 : La vie en Lumière (Lamp Life) de Valerie LaPointe, complément du film Toy Story 4 disponible le 31 janvier 2020 sur Disney+
- 2021 : 22 contre la Terre (22 vs. Earth) de Kevin Nolting, complément du film Soul disponible le 30 avril 2021 sur Disney+
- 2021 : Ciao Alberto (en) de Enrico Casarosa, complément du film Luca disponible le 12 novembre 2021 sur Disney+
- 2023 : Le Rendez-vous galant de Carl (Carl's Date) de Bob Peterson, complément du film Là-Haut projeté en première partie de Élementaire[87]

## Chronologie
Il existe depuis très longtemps une théorie selon laquelle tous les films Pixar se déroulent dans un même univers. Toutefois, Élémentaire et Buzz l'Éclair ne peuvent figurer sur cette ligne principale. Car Élémentaire décrit un monde séparé de celui des humains là où Buzz l'Éclair est présenté dès le début comme un simple film existant dans l'univers Pixar.

## Réception des productions

### Récompenses et nominations
Les productions cinématographiques de Pixar ont été acclamées par la critique, remportant à maintes reprises de nombreuses récompenses. Le Golden Globe du meilleur film d'animation, récompense créée en 2007, n'a été jusqu'en 2011 attribué qu'à des productions Pixar.
Pixar a obtenu :
| Film                                           | Oscars                             |
| ---------------------------------------------- | ---------------------------------- |
| Tin Toy                                        | meilleur court métrage d'animation |
| Le Joueur d'échecs                             | meilleur court métrage d'animation |
| Drôles d'oiseaux sur une ligne à haute tension | meilleur court métrage d'animation |
| Piper                                          | meilleur court métrage d'animation |

| Film                | Oscars                    | Golden Globe                                | Annie Awards                   |
| ------------------- | ------------------------- | ------------------------------------------- | ------------------------------ |
| Toy Story           | contribution spéciale     |                                             | meilleur film d'animation 1996 |
| Toy Story 2         |                           | Meilleur film - comédie ou comédie musicale | meilleur film d'animation 2000 |
| Le Monde de Nemo    | meilleur film d'animation |                                             | meilleur film d'animation 2003 |
| Les Indestructibles | meilleur film d'animation |                                             | meilleur film d'animation 2004 |
| Cars                |                           | meilleur film d'animation 2007              | meilleur film d'animation 2006 |
| Ratatouille         | meilleur film d'animation | meilleur film d'animation 2008              | meilleur film d'animation 2007 |
| WALL-E              | meilleur film d'animation | meilleur film d'animation 2009              |                                |
| Là-haut             | meilleur film d'animation | meilleur film d'animation 2010              | meilleur film d'animation 2009 |
| Toy Story 3         | meilleur film d'animation | meilleur film d'animation 2011              |                                |
| Rebelle             | meilleur film d'animation | meilleur film d'animation 2013              |                                |
| Vice Versa          | meilleur film d'animation | meilleur film d'animation 2016              | meilleur film d'animation 2015 |
| Coco                | meilleur film d'animation | meilleur film d'animation 2018              | meilleur film d'animation 2017 |
| Toy Story 4         | meilleur film d'animation |                                             |                                |
| Soul                | meilleur film d'animation | meilleur film d'animation 2021              | meilleur film d'animation 2021 |

## Analyse des productions
Le credo de Pixar est que la technologie doit être au service d'une bonne histoire. John Lasseter a d'ailleurs déclaré à ce sujet : « Ce n'est pas la technologie qui divertit le public. Ni aucun médium en particulier. C'est ce que vous en faites qui compte. Et chez Pixar, nous sommes avant tout attachés à l'histoire. Raconter une belle histoire avec des personnages solides ».

### Thèmes et éléments récurrents
Selon une interview de John Lasseter par Tavis Smiley, les films Pixar suivent le thème du développement personnel. Avec l'aide d'amis ou de la famille, un personnage s'aventure dans le monde réel, et apprend à apprécier ses amis et sa famille. À la base, selon John Lasseter, « il faut être concentré sur le développement du personnage principal, et sur la façon dont il évolue ».
Les productions de Pixar possèdent de nombreux éléments récurrents. Parmi ceux-ci figure, par exemple, la compagnie Dinoco, station essence dans Toy Story et sponsor de Strip Weathers dans Cars. Le numéro A113 est récurrent au point d'apparaître dans tous les longs métrages de Pixar. Il serait tiré du numéro d'une classe de CalArts, école où ont travaillé John Lasseter et Brad Bird,. La chaîne de pizzerias Pizza Planet apparaît dans tous les longs métrages de Pixar à l'exception des Indestructibles (2004), sous la forme du camion de livraison de pizzas, le premier film étant Toy Story (1995).
De nombreuses connexions et références se trouvent également entre les films. C'est ainsi que Nemo se retrouve en tant que jouet de Bouh dans Monstres et Cie ou que Rex apparaît dans WALL-E.

### Suites
Toy Story 2 est « commandé » par Disney pour sortir directement en vidéo, sous un format de 60 minutes. Lorsque les dirigeants de Disney constatent l'impressionnant travail fait sur l'imagerie de la suite, ils décident qu'elle devrait être remaniée pour une sortie en salles. Le changement de statut de Toy Story 2 est l'une des principales causes de désaccord entre les deux sociétés. Jusqu'en 2008, Toy Story est le seul film Pixar à avoir été décliné en suites. Toy Story 3 est la deuxième suite à sortir au cinéma, le 14 juillet 2010. Cars 2, la troisième suite des Studios Pixar, sort ensuite à l'été 2011.
Les studios Pixar ne sont pas contre les suites, mais pensent qu'ils ne devraient en faire que si elles peuvent aboutir à une histoire aussi bonne que celle du premier épisode. À la suite de la sortie de Toy Story 2, Pixar et Disney effectuent un gentlemen's agreement grâce auquel Disney accepte de ne faire aucune suite sans la participation de Pixar, bien qu'ils en aient le droit. En 2004, Pixar annonce l'échec de leur tentative de trouver un nouvel accord et Disney déclare qu'ils continueront à produire des suites aux films de Pixar, avec ou sans eux. Ils ajoutent cependant qu'ils préféreraient que Pixar accepte d'y collaborer. Toy Story 3 est alors mis en pré-production à la nouvelle division de Walt Disney Animation Studios, Circle 7 Animation.
Lorsque John Lasseter est nommé responsable de toute l'animation de Disney et de Pixar d'après la fusion, il déclare la mise en suspens immédiate de toutes les suites. Disney va même jusqu'à déclarer que Toy Story 3 est annulé. Cependant, en mai 2006, Toy Story 3 est annoncé comme de retour en pré-production, désormais sous le contrôle de Pixar.
Lasseter alimente encore la spéculation sur l'avenir des suites quand il déclare : « Si nous avons une bonne histoire, nous ferons une suite. » (If we have a great story, we'll do a sequel). Cars 2, la première suite de Pixar ne reposant pas sur Toy Story, est officiellement annoncée le 8 avril 2008. Monstres et Cie 2, un film devant se dérouler avant le premier opus, est annoncé le 22 avril 2010 pour sortir le 2 novembre 2012. Cependant, le 5 avril 2011, il est annoncé que le film est reporté au 21 juin 2013 en raison du succès des films de Pixar sortis durant l'été, selon le président de la distribution globale chez Disney, Chuck Viane. Une suite aux Indestructibles est officialisée pour 2018.

### À la télévision
Toy Story a été le premier film de Pixar à connaître une déclinaison à la télévision avec la série télévisée Les Aventures de Buzz l'Éclair, prolongement du film direct-to-video Buzz l'Éclair, le film : Le Début des aventures, tous deux produits par Disney. Cars a également fait l'objet d'une adaptation à la télévision, cette fois produite par le studio Pixar lui-même, avec Cars Toon, une série de courts-métrages (de trois à cinq minutes) diffusée sur Disney Channel.

### Expositions
Les Studios Pixar ont créé en 2006, conjointement avec le Museum of Modern Art de New-York, une exposition baptisée « Pixar, 20 ans d'animation », où étaient exposées pour la première fois peintures, dessins, sculptures et story-boards, utilisés pour la genèse de leurs films d'animations[réf. non conforme]. Depuis l'exposition, qui s'agrandit au fil des nouveaux films, a été accueillie par de nombreux musées : le Musée d'histoire naturelle de Londres, le Musée des beaux-arts de Helsinki, le Musée d'Art contemporain de Shanghai, ou Art ludique - Le Musée en France.

## Esprit d'entreprise

### Premiers recrutements

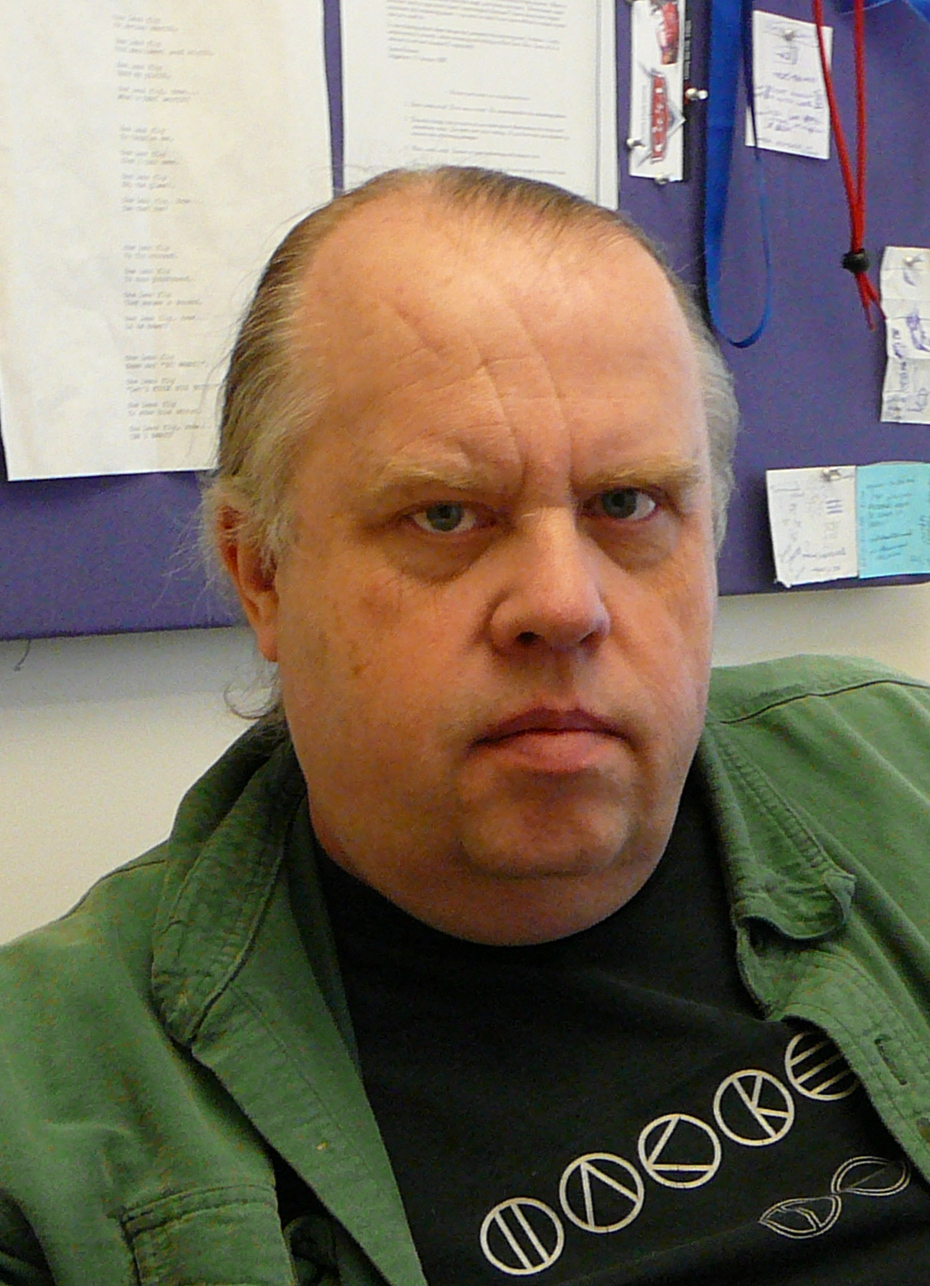
Tom Duff, programmeur chez Pixar.

Alors que quelques-uns des premiers animateurs de Pixar, dont John Lasseter, ont l'expérience de l'animation traditionnelle, certains travaillent sur de l'animation en volume, d'autres sur de l'animation par ordinateur, et plusieurs animateurs sont même de récents diplômés. Un grand nombre des animateurs de Pixar sont embauchés à l'époque de la sortie de 1 001 Pattes et de Toy Story 2. Bien que Toy Story soit un succès, c'est le seul long métrage de Pixar à l'époque. La majorité de l'industrie de l'animation est basée à Los Angeles, alors que Pixar est situé à environ 500 km au nord, dans la région de la baie de San Francisco. D'ailleurs, l'animation traditionnelle en 2D est encore à l'époque le procédé majoritairement utilisé pour les longs métrages. Peu d'animateurs basés à Los Angeles sont prêts à s'installer avec leur famille si loin au nord, à renoncer à l'animation traditionnelle et à s'essayer à l'animation par ordinateur. Partiellement à cause de cela, bon nombre d'animateurs embauchés par Pixar autour de cette période viennent directement de l'université. De plus, le logiciel d'animation Pixar (Marionette) est conçu de telle sorte qu'il requiert un minimum de formation aux animateurs traditionnels avant qu'ils ne deviennent productifs.

### Ambiance de travail
Les studios Pixar du Pixar Campus, fabriqués en brique rouge, ont été conçus de sorte que tous les employés se rencontrent sans distinction de grade. Le bâtiment est conçu symétriquement, avec les bureaux de chaque côté, et au centre, un lieu unique pour les toilettes. Ce lieu est unique pour que les techniciens puissent échanger leurs idées et parler entre eux sans distinction de grade. John Lasseter le décrit comme un paradis pour l'homme. Les bureaux sont éclairés par de larges baies vitrées, et à l'extérieur, sont installées une piscine et une table de tennis de table. Les employés ont également accès à des jeux vidéo, un baby-foot, une cuisine et une cafétéria. Tout est prévu pour le confort des employés qui, lors de la conception d'un film d'animation, sont souvent bloqués par le temps. Lorsque manque l'inspiration, ces divertissements proposés dans ces lieux sont considérés par John Lasseter comme une « bouffée d'oxygène » pour les employés de Pixar.
Ainsi, lors de la préparation de Ratatouille, les employés ont pu se détendre lorsque l'inspiration leur manquait. Effectivement, l'équipe créative ne disposait que de deux ans pour réécrire le scénario, concevoir les personnages et réaliser le film. Brad Bird avouera que sans ces lieux de détente, ils n'auraient sans doute pas terminé le film à temps, en les décrivant comme une ressource.
En 2004, Pixar a annoncé agrandir ses locaux afin d'accueillir 1 300 employés supplémentaires dans trois nouveaux bâtiments d'un total de 49 500 m2,.

## Adaptations
- Le livre : la théorie Pixar